# Ngerduais
Ngerduais (auch: Garumetai-tō, Nardueis, Ngarduais, Ngerdways) ist eine Insel im Inselstaat Palau im Pazifischen Ozean.

## Geographie
Die Insel im Gebiet des administrativen Staates Airai (d. h. ein Verwaltungsgebiet) bildet den Abschluss der Airai Bay und des Ongebard Inlets im Süden von Babeldaob und damit die Südostecke der Insel. Bis nach Garreru am Kanal Toachel Mid im Westen öffnet sich die Bucht, in der die Inseln Orrak, Ngkesill, Dlebebai, Chesechosou und weitere kleine Motu liegen. Die Insel gehört zum Oikul Mangrove Conservation Area und wird durch das Ongebard Inlet und den Taoch ra Klai-Gezeitenfluss von Babeldaob getrennt. Mehrere Anhöhen prägen das Gesicht der Insel: Atotu (N, ca. 81 m ⊙), Auragasak (S, ca. 43 m ⊙), Aiugubishiteli (W, ca. 63 m ⊙). Die Küstenlinie ist durch Mangrovenbestand und die zerklüftete Struktur der ehemaligen Riffkrone geprägt. Die Insel ist dicht bewaldet und unbewohnt. Die Insel ist verhältnismäßig groß gegenüber den anderen Motu in der Bucht. Sie zieht sich von der Festlandküste im Norden bis an das Saumriff im Süden heran. Der südlichste Punkt ist Nardueis Point (⊙). Östlich davon liegt das Eiland Ngerumtoi.